# Kurdějov
Kurdějov (Duits: Gurdau) is een Moravische gemeente in de Tsjechische regio Zuid-Moravië, en maakt deel uit van het district Břeclav. Kurdějov telt 456 inwoners (2023).

## Geschiedenis
- 1286 – De eerste schriftelijke vermelding van Kurdějov.
- 1976 – De gemeente Kurdějov wordt geannexeerd door de stad Hustopeče.
- 1998 – Kurdějov wordt (opnieuw) een zelfstandige gemeente.[1]